# أبو خراش
قرية أبو خراش هي إحدى القرى التابعة لمركز الرحمانية في محافظة البحيرة في جمهورية مصر العربية. حسب إحصاءات سنة 2006، بلغ إجمالي السكان في أبو خراش 3083 نسمة، منهم 1594 رجل و1489 امرأة، ومن أعلامها شيخ الأزهر محمد بن عبد الله الخراشي.

## التاريخ
قرية أبو خراش من القرى القديمة، حيث وردت باسم «بو خراشة» في أعمال البحيرة ضمن قرى الروك الصلاحي التي أحصاها ابن مماتي في كتاب قوانين الدواوين، كما وردت باسم «أبو خراشة» في أعمال البحيرة ضمن قرى الروك الناصري التي أحصاها ابن الجيعان في كتاب «التحفة السنية بأسماء البلاد المصرية». وفي العصر العثماني وردت باسم «أبو خراشة» في التربيع العثماني الذي أجراه الوالي العثماني سليمان باشا الخادم في عصر السلطان العثماني سليمان القانوني ضمن قرى ولاية البحيرة، وفي تاريخ 1228هـ/1813م الذي عدّ قرى مصر بعد المسح الذي قام به محمد علي باشا باسم «أبو خراش» ضمن قرى مديرية البحيرة.